# Pataria
Die Pataria war eine ekstatische religiöse Bewegung im 11. Jahrhundert in Oberitalien. Der Ursprung des Namens ist ungeklärt. Die Bewegung, die Mitte des 11. Jahrhunderts in Mailand entstanden war und spätestens seit 1075 als Pataria bezeichnet wurde, breitete sich vom Zentrum Mailands bis nach Cremona, Piacenza und Brescia aus und besaß auch Verbindungen nach Florenz. Der Name Patarener wurde in späterer Zeit pauschal und ohne historische Kontinuität für die Katharer weiterverwendet.

## Bedeutung
Entstehung und Entwicklung der Pataria sind eng verwoben mit den großen Konfliktlinien des 11. Jahrhunderts. Von zentraler Bedeutung war auch hier der Streit zwischen Papst und Königtum um die Investitur der Bischöfe. Er wurde zum Ende des 11. Jahrhunderts zu einem grundsätzlichen Konflikt zwischen geistlicher und weltlicher Gewalt.
Vor diesem Hintergrund ist das Wirken der Pataria, einer religiösen Bewegung, in mehreren oberitalienischen Städten zu sehen. Radikale Kleriker und, in der übergroßen Mehrheit, Laien nahmen in Mailand, Cremona, Piacenza und Brescia gegen den örtlichen Bischof bzw. Erzbischof und den jeweiligen städtischen Klerus die sittliche und religiöse Erneuerung in die eigenen Hände. Insbesondere der Reichtum des höheren Klerus, das Konkubinat vieler Kleriker und die Simonie waren Gegenstand ihrer Kritik. Dabei nutzten sie geschickt die bestehenden frühkommunalen Strukturen für ihre Agitation und die Durchsetzung ihrer Ziele. So erfuhren die bereits bestehenden Formen gemeinschaftlicher Willensbildung und Entscheidungsfindung eine deutliche Aufwertung. Das Wirken der Pataria wurde zu einem Beschleuniger der kommunalen Entwicklung in Oberitalien.

## Entstehung – Aufstieg – Scheitern
Der Verlauf der ersten Pataria und ihres Kampfes zur Reinigung und sittlichen Hebung des Mailänder Klerus kann grob in zwei Phasen eingeteilt werden. Seit ungefähr 1055 lässt sich Ariald, der Begründer der Pataria, nachweisen. Sein erstes Auftreten entsprach den Reformbestrebungen der Mitte des 11. Jahrhunderts. Er predigte teilweise unter dem Einfluss römischer Reformideen eine radikale Säuberung des Mailänder Weltklerus, dem vor allem die Sünde der Simonie vorgehalten würde. Von zentraler Bedeutung war die Unterstützung durch den Domkleriker und Abkömmling aus einer der führenden Mailänder Adelsfamilien, Landulf Cotta. Die verschiedenen Quellen heben besonders seine Redekunst hervor. Ihm gelang es, den Mailändern Bürgern in oft drastischer Sprache zu vermitteln, dass ein käuflicher und unkeuscher Klerus ihr aller Seelenheil bedrohe. Als größter Erfolg dieser Zeit gilt mit Hilfe einer päpstlichen Legation unter der Führung von Petrus Damiani und Anselm von Lucca, später Papst Alexander II., die Erzwingung eines Eides, mit dem Erzbischof Wido (1045–1071) und die Gesamtheit des Mailänder Domklerus der Simonie entsagten. Nachdem Landulf um 1062 an den Spätfolgen früherer Misshandlungen gestorben war, begann mit dem Auftreten des Laien Erlembald, seines mächtigen und angesehenen Bruders, 1064 eine neue Phase der Pataria, die bis zu dessen Tod im Frühjahr 1075 anzusetzen ist. Sie ist gekennzeichnet durch die deutliche und von vielen Mailändern durchaus kritisch gesehene Anlehnung der Patarener an die römischen Reformer und lang andauernde Auseinandersetzungen um die (Neu-)Besetzung des erzbischöflichen Stuhls. Mit Erlembald waren auch seine Vasallen und Lehnsleute in die Pataria eingebunden, die damit seit 1064 deutlich kriegerische Züge erhielt.
Erlembald erreichte 1066 in Rom die Exkommunikation des Mailänder Erzbischofs Wido, unterschätzte aber anscheinend die Heftigkeit der Gegenreaktionen innerhalb Mailands. Ariald musste noch im selben Jahr die Stadt verlassen und wurde auf der Flucht von seinen Gegnern ermordet. Nach dem Märtyrertod Arialds war die Pataria nun auf Erlembalds alleinige Führung ausgerichtet. Erlembald, der sich immer wieder auf seinen päpstlichen Auftrag berief, stand zum Schluss zwar zunehmend isoliert da, weil seine radikalen Aktionen von der Mehrheit der Stadtbevölkerung immer weniger gutgeheißen wurden, dominierte aber mehrere Jahre die Mailänder Politik. Erst ein Großbrand im Jahre 1075 gab seinen Gegnern, die immer wieder als Legitimation die Eigenständigkeit der Mailänder gegenüber der römischen Kirche betonten (→ Ambrosianischer Ritus), die Möglichkeit, ihn zu stürzen. Es gelang ihnen, den Brand gegenüber den Mailändern als Strafgericht Gottes für Erlembalds Taten darzustellen. Am 15. April 1075 wurde Erlembald im Straßenkampf getötet. Mehrere der engsten Anhänger Erlembalds wurden getötet oder verstümmelt, anderen gelang die Flucht nach Cremona, einigen vielleicht sogar nach Florenz.
Nicht zu unterschätzen ist die soziale Komponente dieser Auseinandersetzungen. Zwar kamen die Anhänger der Pataria aus allen Ständen, aber alle Quellen, auch die patariafreundlichen, betonen die breite nichtadlige Anhängerschaft, während die adligen Familien, aus deren Reihen der Mailänder Domklerus stammte, Gegner der Pataria waren. Das propatarenische Engagement Erlembalds und Landulf Cottas, Angehörigen der Mailänder Führungsschicht, stellt somit eine Ausnahme dar.

## Öffentlichkeit – Städtische Gemeinschaft – Volksversammlung
Bei der Untersuchung des Wirkens der Pataria in den Jahren von 1057 bis 1075 tritt nicht nur die Aufwertung der städtischen Gemeinschaft als eine in sich zusammenhängende Struktur, deren Teile funktional aufeinander abgestimmt und bezogen waren, immer deutlicher hervor, sondern auch die Bedeutung von Öffentlichkeit als Raum, in dem die Auseinandersetzungen zwischen Patarenern und Vertretern der ambrosianischen Ordnung ausgetragen wurden. War die städtische Gemeinschaft Mailands sowohl der Geltungsbereich als auch der Träger und Garant der bestehenden Ordnung, so bedeutete Öffentlichkeit die demonstrative Beteiligung und Verpflichtung aller bzw. die Präsenz der ständigen, sozusagen alltäglichen Lebensgemeinschaft. D. h., das zu Behandelnde und zu Entscheidende stand jedermann offen und bei wichtigen, alle betreffenden Maßnahmen, Entscheidungen, Verträgen und Einungen hatte Öffentlichkeit konsensstärkenden und begründenden Charakter. Damit verbunden war auch ein Wachstumspotenzial der Bedeutung öffentlicher Rede. Weitgehende Maßnahmen waren daher in den tiefgreifenden Auseinandersetzungen um die Reinheit der Mailänder Kirche auch von den mächtigsten städtischen Gruppierungen nur im Zusammenwirken mit der Stadtgemeinde in der Volksversammlung durchsetzbar. Sollte über die Gemeinschaftsbildung Arialds und dem hastigen Aktionismus der frühen Jahre hinaus eine Etablierung und Wirkung der Pataria auf Dauer erreicht werden, so war dies die Instanz, auf die eingewirkt werden musste.
Aus diesem Grund war es keineswegs ein Zufall, dass die Patarener wiederholt die Volksversammlung und die Orte, wo sie stattfand, für ihre Agitation wählten. Hier bestand die Möglichkeit, möglichst rasch eine große Zahl von Einwohnern zu informieren und zu vereinigen. Das Mittel der Vollversammlung wurde durch das Wirken der Pataria von einer schon lang eingeübten zur breit beanspruchten Praxis. Die benutzten Handlungsmuster werden schon für das Jahr 1057 erkennbar, als Boten schriftliche Aufrufe Arialds auf den Plätzen der Stadt verlesen und damit zur Versammlung aufgerufen wurde. Die Vorgeschichte dieser Aktion: Nachdem ein Angehöriger des Mailänder Domklerus Ariald nach beleidigenden Äußerungen über die ambrosianische Geistlichkeit geschlagen hatte, liefen Landulf und mehrere andere Patarener unter lautem Schreien zum Theater und von dort wurden dann die Boten ausgeschickt, um alle zu versammeln. Durch das laute Schreien des Opfers wurde nicht nur vor den Augen aller Anklage erhoben, sondern es sollte auch die städtische Gemeinschaft um Schutz und Bestrafung angerufen und das dafür notwendige sofortige Zusammenfinden der städtischen Gemeinschaft bewirkt werden. Selbst patarenerfeindliche Quellen vermerken hier keine Widerstände und Irritationen. Alle Angehörigen der städtischen Gemeinschaft fanden sich wie selbstverständlich ein. Öffentlich – am besten mit seinen Anhängern – das angetane Unrecht zu beklagen, darauf kam es an, damit war Öffentlichkeit geschaffen, die städtische Gemeinschaft zur Ordnungswahrung aufgerufen. Gerade die Benutzung der ,legalen‘ Versammlungsformen und -foren sicherte darüber hinaus breiteste Aufmerksamkeit. Auf diesem Wege konnten sich die Patarener und auch die Ambrosianer das notwendige Maß an Öffentlichkeit sichern. Es stand nicht von vornherein fest, ob die erhoffte Art der Mobilisierung aller glückte, daher boten sich schon aus sehr praktischen Gründen das Theater, der Dom oder S. Ambrogio an, traditionelle Versammlungsorte, die durch Prestige und Architektur ein gewisses Maß an Kontrolle bzw. erzwungene eidliche Verpflichtungen auch widerstrebender Anwesender gewährleisten konnten.
Die in den Quellen oft beiläufig erwähnte Versammlung zum Beispiel im Theater war nicht nur der Ort öffentlicher Debatten und gemeinsamer Entschließungen, sondern auch eine Art Anklageforum bei Verstößen gegen den städtischen Frieden und gegen die idealiter von allen getragene städtische Friedensordnung. Dass wir hier nicht nur ein Abstraktionsprodukt, sondern ein quellenmäßig fassbares Bewusstsein vor uns haben und die qualitative Veränderung dessen, was früher und jetzt dort entschieden wurde, fassbar wird, zeigen ganz besonders Berichte des patariafeindlichen Landulf des Älteren zu Übergriffen auf die Patarenerführer Ariald und Landulf. Sie machen deutlich, dass gerade der Vorwurf der Verletzung des städtischen Friedens wiederholt der Grund für eine Einberufung der Volksversammlung war. Auch wenn der Eindruck besteht, dass die Patarener in von Landulf dem Älteren beschriebenen Fällen den Grund für die Einberufung durch gezielte Provokationen selbst geschaffen haben könnten, so wird dennoch deutlich, dass eine solche Versammlung aller weder willkürlich einberufen werden konnte, noch, so ist zu vermuten, einfach aufgelöst bzw. missachtet werden konnte. Danach bemaß sich nicht nur die Stellung des einzelnen Stadtbürgers innerhalb der Stadtgemeinde, sondern auch Erlembalds immer wieder zu aktualisierende Autorität in der zweiten Phase der Pataria. Die Volksversammlung ist damit nicht nur als Schauplatz spektakulärer Ereignisse, sondern auch als Ort politischer Entscheidungsfindung zu betrachten.
Die farbigen Berichte Landulfs über die mit dem Wirken der Pataria verbundenen Ausschreitungen können nicht darüber hinwegtäuschen, dass in den von den Quellen beschriebenen, mit Fanfaren und Glockengeläut einberufenen Versammlungen nicht unbeständiger Pöbel, sondern die Mailänder Einwohnerschaft grundsätzliche, für alle bindende Entscheidungen getroffen und mitgetragen hat, und sich durch das iuramentum commune zur Einhaltung verpflichtete. Dies galt betont auch für die kirchliche Ordnung der Stadt. Aus der Perspektive Arnulfs, eines anderen patariafeindlichen Autors, und Landulfs des Älteren waren diese Versammlungen Ausdruck politischer Macht, die von den Patarenern missbraucht werden konnten. Aber auch von Seiten der Vertreter der altambrosianischen Partei erblickte man hier eine legitimierende Macht, derer man sich bedienen konnte.

## Neubeginn
Der Tod Erlembalds 1075 war nicht das Ende der Pataria in Mailand. Spätestens 1095 wird deutlich, dass es wieder eine neue aktive Pataria gab. Ihre Bedeutung innerhalb Mailands wurde von Arnulf III. durchaus gewürdigt, worauf die Erhebung der Gebeine des Patarenerführers Erlembald durch Papst Urban II. und Erzbischof Arnulf III. im Mai 1095 verweist. Man kann dieses zentrale Ereignis als Versuch des Erzbischofs werten, zu einem Ausgleich mit den Patarenern zu kommen, die nun wieder als feste Größe im städtischen Leben etabliert waren. Demonstrativ wurde bald allen vor Augen geführt, dass sich die Verhältnisse in Mailand geändert hatten. Dass eine jetzt positive Bewertung der ersten Pataria auch für ihre zweite Phase unter Erlembald zumindest bei Teilen der Mailänder Bevölkerung eingesetzt hatte bzw. beginnen sollte, zeigt die anschließende Translation des 1075 erschlagenen Patarenerführers in die prächtige Basilika von S. Dionigi mit dem in der Nähe liegenden, von Erzbischof Aribert gegründeten und reich ausgestatteten gleichnamigen Monasterium. Damit war eine spektakuläre Einbindung des Blutzeugen für eine Ausrichtung nach Rom in die ambrosianische Tradition erfolgt, die auch für die Folgezeit Bestand hatte.
Auch die Agitationen begannen wieder. Sie sind verbunden mit Liprand, einem engen Vertrauten Erlembalds, der nach dessen Tode verstümmelt worden war. Er hatte aber die erlittenen Misshandlungen überlebt. Petrus Crassus informiert in seiner Ende 1083 verfassten Defensio Heinrici regis über das Weiterwirken der Pataria in Mailand, wobei Liprand zwar als entstellt, aber dennoch weiter agitierend beschrieben wird. In einem Brief noch aus dem Jahre 1075 tröstet Gregor VII. Liprand nicht nur wegen der erlittenen Misshandlungen, sondern drängt ihn auch, weiterhin sein Priesteramt auszuüben. Der ausdrückliche Hinweis, dass er für den Fall, dass er nach Rom käme, mit großen Ehren aufgenommen würde, lässt nicht nur darauf schließen, dass sich Liprand weiterhin in Mailand befand, sondern auch, dass seine Rolle innerhalb der Pataria doch bedeutender war, als es frühere diffamierende Äußerungen des Chronisten Arnulf erscheinen lassen. Dabei ließe sich auch argumentieren, dass Liprand eine wichtige Rolle gespielt haben muss, sonst hätte Arnulf sich wohl kaum die Mühe gemacht, ihn herabzusetzen.
Gregor VII. gewährte Liprand zudem den päpstlichen Schutz und verlieh ihm Ende 1075 das Appellationsrecht, ein Privileg, das später von diesem Papst auch einigen „Gönnern des seligen Ariald“ gewährt wurde. Dennoch scheint die Pataria ab 1075 längere Zeit keine bedeutende Rolle mehr zu spielen.

## Spaltung
Ab 1096 erscheint sie dennoch wieder offen in Aktion, als erneut eine konfliktreiche Neubesetzung des Mailänder Bischofsstuhls anstand. Die nun anstehenden Auseinandersetzungen um die Mailänder Erzbischöfe Anselm IV., Grossolan und Jordanus zeigen erneut, wie städtische Parteiungen um die Unterstützung der Stadtgemeinde ringen und in der Volksversammlung versucht wird, diese Konflikte zu entscheiden und beizulegen. Aber die Zeiten hatten sich auch für die Pataria geändert. Die Gemeinschaft der Patarener war von einem langfristigen Schisma betroffen, das sie in zwei Gruppen unter Liprand und unter Nazarius Muricula aufspaltete. Das führte dazu, dass jede der beiden Patarenergruppen in den folgenden Jahren einen anderen Kandidaten bei der Besetzung des Mailänder Bischofsstuhl unterstützte. Wie zur Zeit der ersten Pataria spielte auch 1096/97 zusätzlich der sensible Bereich des Verhältnisses zur römischen Kirche eine wichtige Rolle. Das problematische Verhältnis zu Urban II. bzw. zur römischen Kirche war es dann wohl, das zur Spaltung der bestehenden patarenischen Gemeinschaft in einen ‚römischen‘ und ,mailändischen‘ Flügel führte. 1097 standen die Patarener um Nazarius für eine enge und bedingungslose Anlehnung an Urban II., während die Patarener um Liprand lediglich die Unterstützung durch Urban II. im Kampf zur Reinigung der Mailänder Kirche verlangten und sich nicht als Instrument des Papstes sahen.
Der neue Erzbischof Anselm IV. bemühte sich um breiten Rückhalt bei beiden patarenischen Gruppen. Einen deutlichen Hinweis darauf gibt die 1099 von Anselm IV. vorgenommene, demonstrative Translation nun auch der Gebeine des Patarenerführers Ariald nach S. Dionigi. Dies könnte der deutlichste Versuch gewesen sein, nachträglich die Unterstützung der ihm ablehnend gegenüberstehenden Patarener unter Liprand zu gewinnen. Mit den Translationen der Gebeine Erlembalds und Arialds vom alten Patarenerstützpunkt S. Celso zum prächtigen Monasterium S. Dionigi, der Gründung des zu diesem Zeitpunkt schon legendären Erzbischofs Aribert aus der ersten Hälfte des 11. Jahrhunderts, war die Pataria innerhalb weniger Jahre zweimal durch die Mailänder Erzbischöfe aufgewertet und demonstrativ in die ambrosianische Tradition eingebunden worden.
Für Anselm IV. scheint die Erlangung der Unterstützung aller Mailänder Gruppen für den bevorstehenden ersten Kreuzzug von besonderer Bedeutung gewesen zu sein. Das Kreuzzugsunternehmen war wahrscheinlich nicht nur bei den Patarenern umstritten. Dass es Anselm dennoch gelang, eine breite Unterstützung zu gewinnen, zeigt der Aufbruch der zahlenmäßig durchaus eindrucksvollen lombardischen Abteilung nach Kleinasien im Jahre 1100. Neben vielen anderen angesehenen Mailändern nahmen bezeichnenderweise auch ehemalige Gegner des neuen Erzbischofs daran teil.

## Gottesurteil
Anselm IV. starb am 30. September 1101 in Konstantinopel nach dem spektakulären Scheitern der lombardischen Kreuzfahrer. Die Erhebung seines Nachfolgers Grossolan war von Anfang an derart umstritten, dass dieser sich bald gezwungenermaßen einem, von dem Patarenerführer Liprand schon länger geforderten Gottesurteil unterzog, das unter tumultähnlichen Bedingungen stattfand. Liprand hatte nach Vorbild der Vallombrosaner in Florenz die Feuerprobe mit Simonievorwürfen gegen Erzbischof Grossolan begründet und sich bereit erklärt, den Scheiterhaufen zu durchschreiten, um die Richtigkeit seiner Anschuldigungen zu beweisen. Die Quellen, insbesondere Landulf der Jüngere, ein Neffe Liprands, überliefern ein vorangegangenes tumultuarisch verlaufendes, öffentliches Streitgespräch, in dem sich der umstrittene Erzbischof im Vorfeld der Feuerprobe vergeblich gegen die Simonievorwürfe wehrte. Während Grossolan angeblich auf die hinter ihm stehende päpstliche Autorität vertraute, gelang es Liprand in der Volksversammlung die Stadtgemeinde davon zu überzeugen, dass die Feuerprobe unbedingt durchgeführt werden müsse. Mit der Autorität der Volksversammlung wurde dann das Gottesurteil vollzogen.
Besonderes charakteristisch am Verlauf des Gottesurteils ist, dass seine Rechtmäßigkeit als objektives Verfahren durch – wahrscheinlich paritätisch ausgewählte – Beauftragte der Volksversammlung gewährleistet wurde. Die Mailänder Stadtgemeinde nahm für sich in Anspruch, in einem objektiven Verfahren, dem Gottesurteil, dessen Rechtmäßigkeit sie durch Teilnahme ihrer Beauftragten gewährleistete, über die Rechtmäßigkeit der Umstände der Erhebung und die Amtsführung ihres Erzbischofs eine Entscheidung herbeizuführen. Grossolan verließ nach dem zu seinen Ungunsten verlaufenen Gottesurteil vom 25. März 1103, als Liprand anscheinend die Feuerprobe bestanden hatte, fluchtartig die Stadt. Er wandte sich nun selbst an Papst Paschalis II., aber die römische Entscheidung zu seinen Gunsten aus dem Jahre 1105 wurde in Mailand ignoriert. Auffällig ist, dass sich auch Liprand spätestens um 1105/6 nicht mehr in Mailand befand. Schon kurz nach der Feuerprobe waren nämlich Zweifel aufgekommenen. Nach mehreren Tagen immer noch außergewöhnlich schwere Verletzungen ohne sichtbaren Heilungsfortschritt an den Händen und Füßen Liprands zeigten nach Ansicht vieler, dass auch er das Gottesurteil nicht bestanden hatte. Die hilflose Erklärung, dass ein Pferd noch nachträglich auf Liprands Fuß getreten hätte, scheint die Spannungen eher noch verstärkt zu haben. Es kam erneut zu bewaffneten Auseinandersetzungen, in deren Verlauf sich erneut ein großer Teil der städtischen Gemeinschaft eidlich verband. Liprand musste bald nach Grossolan die Stadt verlassen und damit endet die überlieferte Geschichte der Pataria in Mailand und Oberitalien.